# Палаженко Олег Петрович
Олег Петрович Палаженко – (02 грудня 1985, Кирнасівка) — український кларнетист, кандидат педагогічних наук (2015), доцент (2018), доцент кафедри духових та ударних інструментів Інституту мистецтв Рівненського державного гуманітарного університету, артист оркестру Рівненського академічного українського музично-драматичного театру, член Асоціації діячів духової музики РОВ Національної всеукраїнської музичної спілки.

## Життєпис
01/11/2012 року вступив до аспірантури за спеціальністю 13.00.02 – теорія та методика навчання музики і музичного виховання в Національний педагогічний університет ім. М. П. Драгоманова. 2015 року захистив кандидатську дисертацію з присвоєнням вченого ступеня кандидата педагогічних наук (доктора філософії). З 2016 року переведений на посаду доцента кафедри духових та ударних інструментів Інституту мистецтв Рівненського державного гуманітарного університету. Впродовж наступних двох років для підтвердження вченого звання пройшов стажування у музичній академії Гражіни і Кейстута Бацевичей в місті Лодзь (Польща), здав тест iTEP з англійської мови, видав методичний посібник та опублікувався у п’яти фахових наукових виданнях, одне з яких індексується у наукометричній базі Web of Science. 2018 року присвоєно вчене звання доцента. Поряд з педагогічною та науковою роботою активно займається і творчою та концертною діяльністю:
• артист оркестру Рівненського обласного академічного українського музично-драматичного театру; • учасник диксиленд-бенду «Джокер» кафедри духових та ударних інструментів Інституту мистецтв Рівненського державного гуманітарного університету; • учасник джаз-бенду «Мегаполіс» міського будинку культури «Текстильник»; • учасник ансамблю «Скайлайнер» міського будинку культури; • учасник духового оркестру міського будинку культури «Текстильник». • учасник симфонічного оркестру «Бревіс»; • учасник духового оркестру «Горинь» палацу культури «Хімік».
З цими колективами активно здійснює гастрольну діяльність в Україні та закордоном.
За період творчої дяльності виховав понад 15 лауреатів Міжнародних та Всеукраїнських конкурсів.
Постійно займається науково-дослідною роботою із вивчення проблематики духового виконавства та музичної педагогіки. Член журі Всеукраїнських та Міжнародних конкурсів духової музики. Здійснював наукове керівництво понад сорока магістерських досліджень. Неодноразово виступав офіційним опонентом та рецензентом дисертаційних досліджень, представлених на здобуття наукового ступеня кандидата педагогічних наук (доктора філософії). Член спеціалізованої вченої ради по захисту кандидатських та докторських дисертаційних досліджень. Автор та рецензент навчальних посібників[джерело?], численних нотних видань[джерело?], методичних рекомендацій та понад п’ятдесяти наукових публікацій у фахових виданнях України та зарубіжжя. Відзначений численними почесними грамотами та дипломами РДГУ та МОНу.

## Відзнаки
Березень 2013 року нагороджений дипломом на IV рівненському джаз-марафоні 2013, як художній керівник «Джаз-ансамблю» РДГУ[джерело?]. Квітень 2013 року нагороджений почесною грамотою за вагомі здобутки у розвитку музичного виконавства на VI-тому міжнародному конкурсі молодих виконавців (ансамблів) на дерев’яних духових інструментах ім. В’ячеслава Старченка. 24 березня 2015 року нагороджений почесною грамотою «Науковець РДГУ – 2014» в номінації «Молодий науковець». 18 березня 2016 року нагороджений грамотою (статуеткою) як переможець у номінації «Молодий науковець РДГУ 2015». Березень 2018 року нагороджений почесною грамотою (як виконавчий директор) за вагомі здобутки у розвитку музичного виконавства на VIII-му Всеукраїнському конкурсі молодих виконавців (ансамблів) на дерев’яних духових інструментах ім. В’ячеслава Старченка (м. Рівне). Нагороджений дипломом за високу майстерність, професіоналізм, популяризацію інструментальної музики, сприяння духовному розвитку особистості та активну участь у ІХ Міжнародному фестивалі інструментальної музики «Сонячні кларнети» (м. Житомир). Нагороджений почесною грамотою за успішне проведення ІІ Всеукраїнського конкурсу молодих виконавців (ансамблів) на ударних інструментах імені Л. Котлара та популяризацію ударних інструментів. Нагороджений почесною грамотою за виконання обов’язків Виконавчого директора ІХ-го Всеукраїнського віртуального відкритого конкурсу молодих виконавців (ансамблів) на духових та ударних інструментах імені В’ячеслава Старченка 23-25 квітня 2021 р. м. Рівне. (Наказ № 237-01-01 від 28 грудня 2020 року) Нагороджений Почесною грамотою оргкомітету з проведення IX-го Всеукраїнського віртуального відкритого конкурсу молодих виконавців (ансамблів) на духових та ударних інструментах імені В’ячеслава Старченка, 23-25 квітня 2021 р. РДГУ, м. Рівне. Нагороджений почесною грамотою за значний внесок у розвиток національного духового інструментально-ансамблевого виконавства в Україні. (2021). (Наказ № 237-01-01 від 28 грудня 2020 року). Нагороджений почесною грамотою з нагоди 100-річчя Національної всеукраїнської музичної спілки, за вагомий особистий внесок і подвижництво у справах розвитку національної музичної культури, плідну діяльність у збагаченні традицій музичного мистецтва та з нагоди 100-річчя НВМС[джерело?].    Нагороджений Подякою за підготовку студентки Клевець Катерини – лауреата ІІ премії на Х-му Всеукраїнському дистанційному конкурсі молодих виконавців (ансамблів) на  духових та ударнихінструментах імені В’ячеслава Старченка 28-29квітня 2023 р. м. Рівне. (Наказ № 154-01-01 від 17 листопада 2022 року). Висловлено подяку Рівненською обласною універсальною науковою бібліотекою Палаженку Олегу Петровичу за підготовку студентки Клевець Катерини та Полховського Богдана до участі у літературно-музичному заході «Ти любов моя…» приуроченому 110 річниці від дня народження Германа Жуковського. (29.11.2023р. № 470/01-40/23). Нагороджений Подякою за підготовку студента Ворончака Івана лауреата І премії на міжнародному благодійному двотуровому конкурсі «Мелодії Різдва» 24.12.2024 – м. Відень Австрія.
  Нагороджений Почесною грамотою як член журі у номінації дерев’яні духові інструменти – кларнет, на Х-му Всеукраїнському дистанційному конкурсі молодих виконавців (ансамблів) на  духових та ударних інструментах імені В’ячеслава Старченка 28-29 квітня 2023 р. м. Рівне. (Наказ № 154-01-01 від 17 листопада 2022 року).
  Нагороджений Почесною грамотою як виконавчий директор конкурсу у номінації дерев’яні духові інструменти, на Х-му Всеукраїнському дистанційному конкурсі молодих виконавців (ансамблів) на  духових та ударнихінструментах імені В’ячеслава Старченка 28-29квітня 2023 р. м. Рівне. (Наказ № 154-01-01 від 17 листопада 2022 року).
Нагороджений Почесною грамотою як виконавчий директор ХI Міжнародного (дистанційного) конкурсу виконавців (ансамблів) на дерев’яних духових інструментах імені В’ячеслава Старченка. 28-29 квітня 2025 р. м. Рівне, Україна.
Нагороджений Почесною грамотою як член журі у номінації «кларнет» ХI Міжнародного (дистанційного) конкурсу виконавців (ансамблів) на дерев’яних духових інструментах імені В’ячеслава Старченка. 28-29 квітня 2025 р. м. Рівне, Україна.
Нагороджений ПОДЯКОЮ Міністерства освіти і науки України за багаторічну сумлінну працю, вагомий особистий внесок у підготовку висококваліфікованих спеціалістів та плідну науково-педагогічну діяльність. Витяг з наказу №64-к від 27.02.2023 року (Міністр – Сергій Шкарлет).
Нагороджений ГРАМОТОЮ Міністерства освіти і науки України за багаторічну сумлінну працю, вагомий особистий внесок у підготовку висококваліфікованих спеціалістів та плідну науково-педагогічну діяльність. Витяг з наказу №20-к від 30.01.2025 року (Міністр – Оксен ЛІСОВИЙ).
1. ↑  Конкурс Старченка. concurs.netlify.app. Процитовано 30 травня 2025.
2. ↑  Kitsoft. Пошук серед офіційних документів. mon.gov.ua (укр.). Процитовано 25 березня 2025.